# Tứ khố toàn thư Tổng mục đề yếu
Tứ khố toàn thư Tổng mục đề Yêu (nghĩa đen: "Danh mục chú thích của thư viên Hoàng Gia được hoàn thành") là một danh mục chú thích của hàng nghìn tác phẩm được xem xét đưa vào Tứ khố toàn thư. Công việc cho danh mục 200 chương bắt đầu từ năm 1773 và hoàn thành vào năm  Tứ khố Tổng mục như được biết đến là sách mục lục tiền Trung Quốc hiện đại lớn nhất.  Nó chứa các thông báo thư mục về tất cả 3.461 tác phẩm được đưa vào Tứ khố toàn thư, cũng như ghi chú ngắn về 6.793 tác phẩm không có trong thư viện hoàng gia mà chỉ được liệt kê theo tiêu đề (Tồn Mục, 存目). Hàng ngàn cuốn sách bị bỏ qua trong danh mục, bao gồm gần 3000 tác phẩm đã bị nhà Thanh tiêu diệt vì chúng bị coi là chống lại với người Mãn Châu. Những chú ý bản thân được viết bởi nhiều tay (nhiều người làm), nhưng cuối cùng bản phác thảo cũng được biên tập bởi trưởng biên tập Kỷ Quân. Nội dung của Danh mục chú thích là sự phản ánh sức mạnh của Hán học trong giới học thuật của thời nhà Thanh.